# Инцитат
Инцитат (лат. Incitatus; значења „брз” или „у пуном галопу”) био је омиљени коњ римског цара Калигуле (који је владао од 37. до 41. године нове ере). Према легенди, Калигула је планирао да коња именује за конзула, иако антички извори јасно указују да се то није догодило. Наводно, Инцитат је имао 18 личних слуга, живео је у мермерној штали, носио је ам украшен ретким драгуљима, облачио се у пурпур (боју царског достојанства) и јео из јасли од слоноваче.

## Легенда
Према Светонијевом делу Дванаест римских царева (написаном 121. године), Калигула је планирао да именује Инцитата за конзула, а коњ би „позивао” угледнике на вечеру у кући опремљеној слугама који су били задужени за забаву гостију. Светоније такође наводи да је коњ имао шталу од мермера, јасле од слоноваче, пурпурне покриваче и улар од драгог камења.
Касије Дион (165–235) пише да су коња опслуживали слуге и да је добијао зоб помешану са златним пахуљицама, као и да га је Калигула именовао за свештеника.

## Историјска тачност
Тачност ових историјских навода је углавном под знаком питања. Историчари попут Ентонија А. Барета сугеришу да су каснији римски хроничари, као што су Светоније и Касије Дион, били под утицајем политичке ситуације свог времена. Тадашњим владарима могло је бити од користи да дискредитују раније јулијевско-клаудијевске цареве. Осим тога, сензационалност оваквих прича додавала је драму њиховим записима и привлачила читаоце.
Неки научници сматрају да је Калигулин однос према Инцитату био сложена шала осмишљена да исмеје и испровоцира Римски сенат, а не доказ његове лудости. Такође се наводи да је можда била реч о својеврсној сатири, са поруком да и коњ може обављати дужности сенатора. Барет примећује: „Многе приче о Инцитату вероватно потичу из самих Калигулиних духовитих опаски... могуће је да је из свог изопаченог смисла за хумор Калигула наливао жртвене напитке за здравље Инцитата и тврдио да планира да га именује за свештеника.”
Антички извори јасно наводе да Инцитат никада није заиста именован за конзула.